# Central Bank of Egypt
Die Central Bank of Egypt (CBE; arabisch البنك المركزي المصري, DMG al-bank al-markazī al-miṣrī) ist die Zentralbank Ägyptens.
Laut ihrer Website umfasst der Aufgabenbereich der CBE:
- die Regulierung des ägyptischen Bankensystems.
- den Entwurf und die Ausführung der ägyptischen Bank-, Geld- und Kreditpolitik, dazu gehören auch die zwischenbanklichen Gebühren.
- die Auflage der Banknoten.
- die Beaufsichtigung des Goldes und der Devisenreserve der Arabischen Republik Ägypten.
- die Regulierung und Beaufsichtigung der ägyptischen Präsenz in der Devisenbörse.
- die Überwachung des nationalen Zahlungssystems.
- die Kontrolle über die öffentlichen Auslandsschulden Ägyptens.